# La Danse inachevée
La Danse inachevée (titre original : The Unfinished Dance) est un film américain réalisé par Henry Koster et sorti en 1947.
C'est un remake du film français Ballerina (La Mort du cygne) sorti en 1937.

## Fiche technique
- Titre original: The Unfinished Dance
- Titre alternatif : Ballerina
- Réalisation : Henry Koster
- Scénario : Myles Connolly d'après Paul Morand (nouvelle La Mort du Cygne)
- Production : Metro-Goldwyn-Mayer
- Photographie : Robert Surtees
- Musique : Herbert Stothart
- Montage : Douglass Biggs
- Type : Technicolor
- Durée : 101 minutes
- Dates de sortie :
  - États-Unis : 19 septembre 1947
  - France : 2 septembre 1949

## Distribution
- Margaret O'Brien : Meg
- Cyd Charisse : Ariane Bouchet
- Danny Thomas : Paternos
- Karin Booth : Anna La Darina
- Connie Cornell : Phyllis
- Elinor Donahue : Josie
- John Hamilton : Dr Philburn
- Mary Stuart (non créditée) : une ballerine

## Distinctions
- Meilleure photographie pour Robert Surtees au Festival international du film de Locarno
- 2ème prix pour Henry Koster